# مرجان (هايبر ماركت)
أسواق مرجان وهي سلسلة مساحات تجارية كبرى مغربية. ويرجع افتتاح أول متجر للسلسلة إلى سنة 1990 في مدينة الرباط. ويبلغ عدد متاجرها حاليا 43 متجرا. وتملك مجموعة أونا 100% من رأس مال السلسلة وأوشان الفرنسية باعت حصتها سنة 2007 ل مجموعة أونا. وتبلغ ايرداتها 4537 مليون درهم مغربي وتشغل 4065 شخص.
تمكنت أسواق مرجان من تتبيث قوائمها بقوة وسط الفئة المغربية العريضة منذ سنة 1990 بأكثر من 18 مليون زبون سنويا، والذي جعل منه رائد الأسواق [بحاجة لمصدر] الممتازة بالمغرب أمام المنافسة القوية لكارفور المغرب و أسواق السلام و أتقداو

## المساهمون
منذ أن أنشئت أسواق مرجان كان لمجموعة أوشان مساهمة تقدر ب 49% ولشركة أونا النسبة المتبقية. لكن ومند سنة 2007 اشترت أونا حصة شريكتها الأولى لتصبح الشركة الوحيدة المساهمة والمديرة لأسواق مرجان.

## قائمة الأسواق

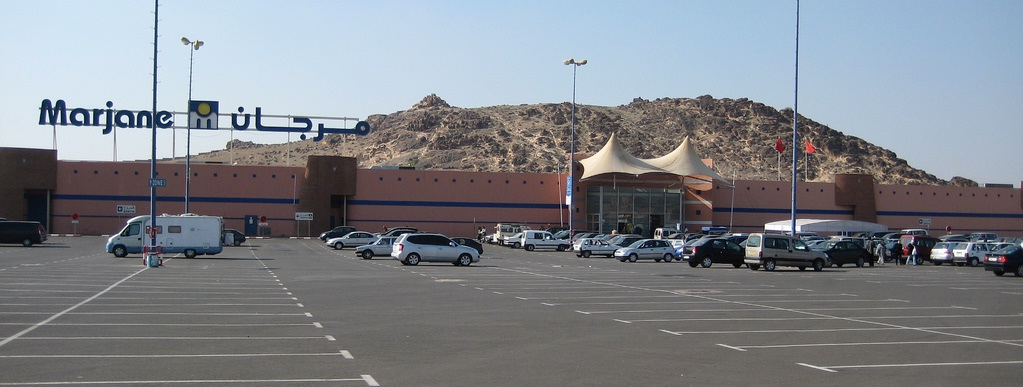
مرجان

يوجد لدى مرجان 44 مركزا تجاريا منشرة منها 43 فرعا في المغرب وفرع خارجي في السعودية (أفتتح في العاصمة - الرياض عام 2008م) والفروع كالتالي:
- مرجان الرباط - أبي رقراق (1990-5200 م2).
- مرجان الدارالبيضاء - حي كالفرنيا (1993-6500 م2).
- مرجان السعودية - الرياض - الطريق الدائري الشرقي، مخرج 14 (2008-10000 م2)
- مرجان مراكش - المنارة (1999-6500 م2).
- مرجان الرباط2 - حي الرياض (2000-9000 م2).
- مرجان الدارالبيضاء2 - عين السبع (2000-5500 م2).
- مرجان أكادير - حي فونتي (2001-8000 م2).
- مرجان فاس - مقاطعة أكدال (2002-6400 م2).
- مرجان طنجة - المدينة (2002-9000م2).
- مرجان المحمدية (2003-4500 م2).
- مرجان تطوان (2004-5200 م2). طريق سبتة Fax: 0538801030
- مرجان الدارالبيضاء3 - درب السلطان (2005-10000 م2).
- مرجان مكناس (2005-5500 م2).
- مرجان مراكش2 - مسيرة السعادة (2006-6500 م2).
- مرجان الدارالبيضاء4 - الحي الحسني (2007-7500 م2).
- مرجان آسفي (2007-6500 م2).
- مرجان وجدة - أنكاد (2007-6500 م2).
- مرجان القنيطرة (2007-5500 م2).
- مرجان الناضور طريق تاويمة (2009-5500 م2.
- مرجان فاس2 - سايس(2009-8500 م2).
- مرجان طنجة2 - (2002-6571م2).
- مرجان السعيدية (2009-3000 م2)
- مرجان خريبكة 2010
- مرجان بني ملال 2010
- مرجان الحسيمة 2010
- مرجان فاس 3 المدينة 2012
- مرجان وجدة2011-6500 م2
- مرجان الدارالبيضاء5 - موروكو مول (2011-8000 م2).
- مرجان العرائش 2013.
- مرجان كلميم 2014.
- مرجان الجديدة حي المطار سابقا
- مرجان انزكان (2014-6500 م2)
- مرجان تازة 2016
- مرجان العيون (2024-9000 م2) في محج محمد السادس.

## وصلات خارجية
- صفحة أسواق مرجان في موقع مجموعة أونا
- موقع أوشان.